# أحوال الثلاث السفلى (إب)

تعديل مصدري - تعديل

احوال الثلاث السفلى هي إحدى حارات حي الظهار بمدينة إب اليمنية، بلغ تعداد سكانها 719 نسمة حسب تعداد اليمن لعام 2004.